# 19P/Borrelly

Orbitele celor trei comete periodice, 1P/Halley, 19P/Borrelly și 153P/Ikeya-Zhang, așezate în raport cu planetele exterioare.

Cometa Borrelly (denumită oficial 19P/Borrelly) este o cometă periodică, care a fost vizitată de nava spațială Deep Space 1 în 2001. Cometa a fost ultima oară în periheliu (cea mai apropiată distanță de soare) pe 28 mai 2015.  Mijlocul cometei, văzut în imaginea din dreapta, iese în evidență prin faptul că seamănă cu o popică.

## Descoperire
Cometa a fost descoperită de Alphonse Borrelly, în timp ce lucra la descoperirea unor comete, la Marsilia, Franța, 28 decembrie 1904.

## Deep Space 1
Pe 21 septembrie 2001, nava spațiala Deep Space 1, care a fost lansată în spațiu, pentru a efectua niște teste, a aterizat pe cometa descoperită de Borrelly. Aceasta a fost dirijată spre cometă, în timpul unei misiuni extinse a navei. În ciuda unor defecțiuni tehnice, Deep Space 1 a fost nevoită să se întoarcă pe Pământ, și să trimită doar câteva imagini și date științifice despre cometă.

## Caracteristici fizice ale cometei
- Dimensiuni : 8×4×4 km[3]
- Densitate : 0.3 g/cm³[4]
- Raza medie : 2.4 km[5]
- Masă : 2×1013 kg[6]
- Albedou : 0.03[7]